# فرودگاه ماونتن ویو (میزوری)
فرودگاه ماونتن ویو (میسوری) (به انگلیسی: Mountain View Airport (Missouri)) یک فرودگاه همگانی بهره‌برداری هوایی است که یک باند فرود آسفالت دارد و طول باند آن ۱۵۲۶ متر است. این فرودگاه در کشور ایالات متحده آمریکا قرار دارد و در ارتفاع ۳۶۰ متری از سطح دریا واقع شده‌است.